# Jéssica dos Reis
Jéssica Carolina Alves dos Reis (* 17. März 1993) ist eine brasilianische Weitspringerin und Sprinterin.

## Sportliche Laufbahn
Erste internationale Erfahrungen sammelte Jéssica dos Reis bei den 2010 erstmals ausgetragenen Olympischen Jugend-Sommerspielen in Singapur. Dort erreichte sie über 100 Meter im Finale den sechsten Platz. Bei den Jugendsüdamerikameisterschaften in Santiago de Chile gewann sie mit 6,01 m Goldmedaillen im Weitsprung und mit der brasilianischen Sprintstaffel (1000 Meter) sowie Silber über 100 Meter. Bei den Panamerikanischen Juniorenspielen 2011 in Miramar gewann sie mit 6,39 m die Goldmedaille. Daraufhin gewann sie auch bei den Juniorensüdamerikameisterschaften in Medellín Gold im Weitsprung und mit der brasilianischen 4-mal-100-Meter-Staffel. Zudem kam sie über 100 Meter auf den dritten Platz. 2012 qualifizierte sie sich für die Juniorenweltmeisterschaften in Barcelona, bei denen sie mit einer Weite von 6,51 m den sechsten Platz im Weitsprung erreichte und mit der brasilianischen Staffel die Bronzemedaille gewinnen konnte. Bei den südamerikanischen U23-Meisterschaften siegte sie mit 6,18 m.
2013 nahm dos Reis an den Südamerikameisterschaften in Cartagena teil und gewann dort mit windunterstützten 6,49 m die Bronzemedaille. Ein Jahr später gewann sie bei den Südamerikaspielen in Santiago mit 6,32 m die Silbermedaille hinter ihrer Landsfrau Keila Costa. Bei den U23-Südamerikameisterschaften in Montevideo gewann sie mit 6,35 m ebenfalls die Silbermedaille. 2016 nahm sie an den Ibero-Amerikanischen Meisterschaften in Rio de Janeiro teil und gewann dort mit 6,31 m die Bronzemedaille. 2017 verpasste sie bei den Südamerikameisterschaften in Luque mit 6,43 als Vierte eine Medaille. Auch bei den Südamerikaspielen im Jahr darauf in Cochabamba erreichte sie mit einem Sprung auf 6,56 m den vierten Rang.

## Persönliche Bestleistungen
- 100 Meter: 11,68 s (+1,3 m/s), 10. September 2011 in Maringá
- Weitsprung: 6,69 m (+0,5 m/s), 1. Juli 2016 in São Bernardo do Campo
  - Weitsprung (Halle): 6,47 m, 17. Januar 2018 in São Caetano do Sul